# Jon Edwin Wright
Jon Edwin Wright ist ein US-amerikanischer Theater- und Filmschauspieler, Meteorologe und Wettermoderator.

## Leben
Wright wuchs im US-Bundesstaat Kalifornien auf. Bereits in der Grundschule spielte er in der Theatergruppe und entdeckte so seine Liebe zum Schauspiel. An der Mississippi State University machte er seinen Master in Geowissenschaften. Anschließend arbeitete er als Assistenzprofessor für Meteorologie an der Jackson State University. Bei dem Sender WLBT-TV, einer Unternehmenstochter von NBC, arbeitete er als Wettermoderator. Er spricht fließend Italienisch.
Nach seiner Rückkehr nach Kalifornien wirkte er in Off-Broadway-Produktionen mit. 2011 spielte er sich selber in seiner Tätigkeit als Meteorologe in drei Episoden des Formats 1000 Wege, ins Gras zu beißen. Ab 2015 wirkte er verstärkt in Filmproduktionen mit.

## Filmografie
- 2002: Like Mike
- 2011: 1000 Wege, ins Gras zu beißen (1000 Ways to Die) (Fernsehserie, 3 Episoden)
- 2014: Santa Sent Me to the ER (Fernsehserie)
- 2015: Lavalantula – Angriff der Feuerspinnen (Lavalantula) (Fernsehfilm)
- 2016: Fight to the Finish
- 2016: The Woodsman
- 2016: Independents – War of the Worlds (Independents’ Day)
- 2016: Hidden Figures – Unerkannte Heldinnen (Hidden Figures)
- 2016: Mara Crash (Kurzfilm)
- 2018: The Perception
- 2020: Kayla